# آنا ماريا فان شورمان
آنا ماريا فان شورمان (بالإنجليزية: Anna Maria Van Schurman)، هي رسامة ونقاشة وشاعرة وعالمة هولندية وُلدت في 5 نوفمبر من عام 1607، وتُوفيت في 4 مايو من عام 1678. عُرفت شورمان بدراستها الاستثنائية ودفاعها عن تعليم الإناث؛ إذ كانت امرأة على درجة عالية من العلم، وتفوقت في الفن والموسيقى والأدب، وأصبحت كذلك بارعة في 14 لغة بما فيها اللاتينية واليونانية والعبرية والعربية والسريانية والآرامية والإثيوبية إضافةً إلى اللغات الأوروبية المعاصرة. كانت شورمان أول من درس في جامعة هولندية.

## حياتها ونشأتها
وُلدت فان شورمان في كولونيا، وهي الابنة المتألقة لعائلة ثرية؛ إذ كان والدها فريدريك فان شورمان من إنتفيرب ووالدتها إيفا فون هارف دي دريبورن. استطاعت شورمان القراءة بعمر الأربع سنوات وأتقنت في عمر السادسة صنع المجسمات الورقية المعقدة متفوقةً بذلك على أقرانها، وعندما بلغت العاشرة تعلمت التطريز في ثلاث ساعات فقط. تحدثت شورمان في بعض كتاباتها عن اختراعها لتقنية النحت على الشمع قائلةً: «كان عليَّ اكتشاف أشياء كثيرة لم يكن أحد قادرًا على تعليمها لي». كانت منحوتاتها الشخصية من الشمع تنبض بالحياة لدرجة قيام صديقتها أميرة ناساو بوخز قلادة صنعتها شورمان بالدبوس لتتأكد أنها من الشمع وليست قلادة حقيقية. انتقلت عائلة شورمان بين عامي 1613 و1615 إلى أوترخت وبعد عشر سنوات انتقلوا مجددًا إلى فرانكير في فريزلاند.
بدأ والدها تعليمها اللغة اللاتينية ومواد أخرى إلى جانب أبنائه الذكور عند بلوغها عامها الإحدى عشر، وهو قرار غير عادي آنذاك؛ إذ لم تكن فتيات العائلات النبيلة تتلقين دروسًا في الكلاسيكيات. وفي سبيل تعلمها اللغة اللاتينية، أعطاها والدها أعمالًا لسينيكا لتقرأها. تكامل تعليم شورمان الخاص ودراستها الذاتية مع مراسلاتها ومناقشاتها مع أساتذة عظماء مثل أندريه ريفيت وفريدريك شبانهايم -وهما من أساتذة في جامعة لايدن- إضافةً إلى جار العائلة غيسبرتوس فوتيوس -وهو أستاذ في جامعة أوترخت. تفوقت شورمان كذلك في الرسم والتطريز والنحت أو النقش على الخشب. تعلمت شورمان أيضًا فن الخط باستخدام بعض الكتب، وابتكرت -عندما أتقنته- أساليبًا تسمح لها بالكتابة بالكثير من اللغات التي تعلمتها.
عادت العائلة إلى أوترخت في عام 1626 بعد وفاة والدها، حيث أصبح منزل شورمان في العشرينيات من عمرها نقطة التقاء للمثقفين. كان من بين أصدقائها كونستانتين هيغنز ويوهان فان بيفرفيك وجاكوب دي ويت وكورنيليوس بوي ومارغريت غوديويك وأوتريشيا أوغل.
درست شورمان في ثلاثينيات القرن السابع عشر النقش مع النقاشة الهولندية ماغدالينا فان دي باس، لتصمم بذلك قطع الخط المنقوشة الشهيرة عبر دمجها تقنيات النقش مع فن الخط؛ الأمر الذي لفت انتباه كل من رآها بمن فيهم معاصريها. كانت آنا ماريا مهتمة جدًا في فنها وقد عرف معاصروها ذلك، وقد قالت في إحدى المرات: «إتقانها للفنون موهبة إلهية».
دُعيت شورمان في عام 1634 لكتابة قصيدة بمناسبة افتتاح جامعة أوترخت بسبب تميزها في اللغة اللاتينية، وقد أشارت في هذه القصيدة إلى قدرة الجامعة على المساعدة في تجاوز الآثار الاقتصادية للفيضانات وتحويل مسار نهر الراين. حاربت شورمان إقصاء النساء من الجامعة فسمحت لها سلطات الجامعة بحضور دروس الأستاذ فوتيوس ردًا على شكواها، وهكذا أصبحت أول طالبة تدرس في الجامعة في وقت لم يُسمح للنساء فيه الدراسة في جامعات هولندا البروتستانتية. جلست شورمان خلال هذه المحاضرات خلف شاشة أو في مكان مغلق بحيث لا يستطيع الطلاب الذكور رؤيتها.
درست شورمان في الجامعة اللغات العبرية والعربية والكلدانية والسريانية والإثيوبية، وقد ساهم اهتمامها في الفلسفة وعلم اللاهوت إلى جانب موهبتها الفنية في شهرتها وسمعتها كنجمة أوترخت. وبحلول أربعينيات القرن السابع عشر، كانت شورمان تتحدث بطلاقة 14 لغة وتكتب باللاتينية واليونانية والعبرية والإيطالية والفرنسية والعربية والفارسية والإثيوبية والألمانية والهولندية. وقد قال معاصرها العداء الفرنسي بيير إيفون بأن شورمان كانت ممتازة في الرياضيات والجغرافيا والفلك.
حظيت العالمة الشابة المتدينة بالعديد من الخاطبين؛ فقد طلب كونستانتين هيغنز يدها بعد وفاة زوجته في عام 1631 وكتب لها 10 قصائد بثلاث لغات في عام 1634، لكن التزام شورمان بالعزوبية وتمسكها بدراستها بدى راسخًا، وعندما اختارت عبارة «حبيبي قد صُلِبَ» كشعار لها أيقن أصدقاؤها أن قرارها بعدم الزواج نابعًا عن تقوى وليس بسبب الدراسة.
صنعت شورمان نقوشًا دقيقة باستخدام الماس والزجاج بالإضافة إلى النحت بالشمع والعاج والخشب. رسمت شورمان كذلك لوحات شخصية وهي أول من يرسم باستخدام الباستيل في اللوحات الشخصية، وقد حصلت على قبول فخري من نقابة القديس لوقا للرسامين في عام 1643.
تراسلت شورمان مع الكاتبة الدنماركية النبيلة بريجيت ثوت التي ترجمت كتبًا كلاسيكية ودينية. تضمنت ترجمة ثوت لأعمال سينيكا الفلسفية مقدمةً تطالب بحق المرأة في التعلم. صرحت ثوت بأنها ترجمت أعمالًا كلاسيكية لأن قلة من النساء كن قادرات على قراءة اللاتينية.  مدحت شورمان ثوت وأطلقت عليها لقب «آلهة الشمال العاشرة»، وبهذا أسست شورمان من خلال المراسلة شبكة من النساء المتعلمات عبر أوروبا؛ إذ راسلت باللاتينية والعبرية دوروثيا مور، وباليونانية باتسوا ماكين، وبالفرنسية واللاتينية والعبرية ماري دي غورني وماري دي مولين، وباللاتينية والفرنسية إليزابيث أميرة بوهيميا، وباللاتينية ملكة السويد كرستينا. وقد كان الموضوع المتكرر في هذه المراسلات هو تعليم النساء. أعربت شورمان في مراسلاتها عن إعجابها بالنساء المتعلمات مثل ليدي جين غراي والملكة إليزابيث الأولى.
نُشرت عام 1638 في باريس نسخة غير مصرح بها من كتابات شورمان حول تعليم المرأة تحت عنوان أطروحة لتأديب المرأة وتحسين قدرتها، وبعد أن نُشرت قررت شورمان نشر أطروحة لاتينية موثوقة عام 1641، وفي عام 1657 نُشرت هذه الأطروحة تحت عنوان الفتاة المتعلمة أو الفتاة قد تكون عالمة.

## كتابات منشورة
نُشرت العديد من كتابات شورمان ضمن طبعات متعددة خلال حياتها لكنها فقدت بعضها، وكان نوبيليس أشهر كتبها. كذلك نشر أستاذ علم اللاهوت في جامعة لايدن فريدريش سبانهايم كتيبات لشورمان بعنوان فرجينيا آنا ماريا (بالعبرية، اليوناينة، اللاتينية، والفرنسية)، بروسيكا وميتريكا (وهي أعمال ثانوية في النثر والشعر للنبيلة آنا ماريا فان شورمان بالعبرية، اليونانية، اللاتينية، والفرنسية) وكان ذلك في عام 1648 من خلال الناشر إليزيفير الذي كان يتخذ من لايدن مقرًا له.
انتشرت أطروحة شورمان الفتاة المتعلمة عن طريق مراسلاتها مع علماء اللاهوت والعلماء عبر أوروبا حول تعليم المرأة، إذ قدمت شورمان جين غراي كمثال على قيمة تعليم المرأة وجادلت في أن تعليم المرأة للغات والكتاب المقدس سيزيد من حبها لله. اختارت العديد من العائلات الملكية والأثرياء تعليم بناتهم، ولكن لم تصل النساء والفتيات للتعليم رسميًا.
تضمنت أطروحة الفتاة المتعلمة مراسلة مع عالم اللاهوت أندريه ريفيت أوضحت فيها شورمان أن النساء أمثال ماري دي غورني أثبتوا بالفعل أن الرجل والمرأة متساويان لذا: «لن تجعل قراءها يملون من التكرار». ناضلت شورمان من أجل التعليم على أساس أخلاقي لأن «الجهل والكسل يجلبان الرذيلة»، واتخذت موقفًا مفاده: «كل من لديه بطبيعته رغبة في الفن والعلوم فهو مناسب للفن والعلوم. تمتلك النساء هذه الرغبة وبالتالي فهن مناسبات للفن والعلوم».
مع ذلك، لم تدافع شورمان عن التعليم ككل أو عن تعليم الطبقات الدنيا إنما كانت تخص بوجهة نظرها هذه نساء الطبقات العليا، وقد أشارت إلى أنه يمكن للنساء أن يقدمن مساهمة قيمة في المجتمع، وأوضحت أن تعلم اللاهوت والفلسفة والعلوم ضرورية لتحقيق الرضا. وقد حذر ريفيت شورمان في رسالة أرسلها إليها قال فيها «مع أنك أظهرت لنا ذلك بكياسة، إلا أن قناعاتك غير مجدية... قد يكون لديك الكثير من المعجبين لكن لا يتفق أيًا منهم معك».

## روابط خارجية
- آنا ماريا فان شورمان على موقع الموسوعة البريطانية (الإنجليزية)